# Maria Hille

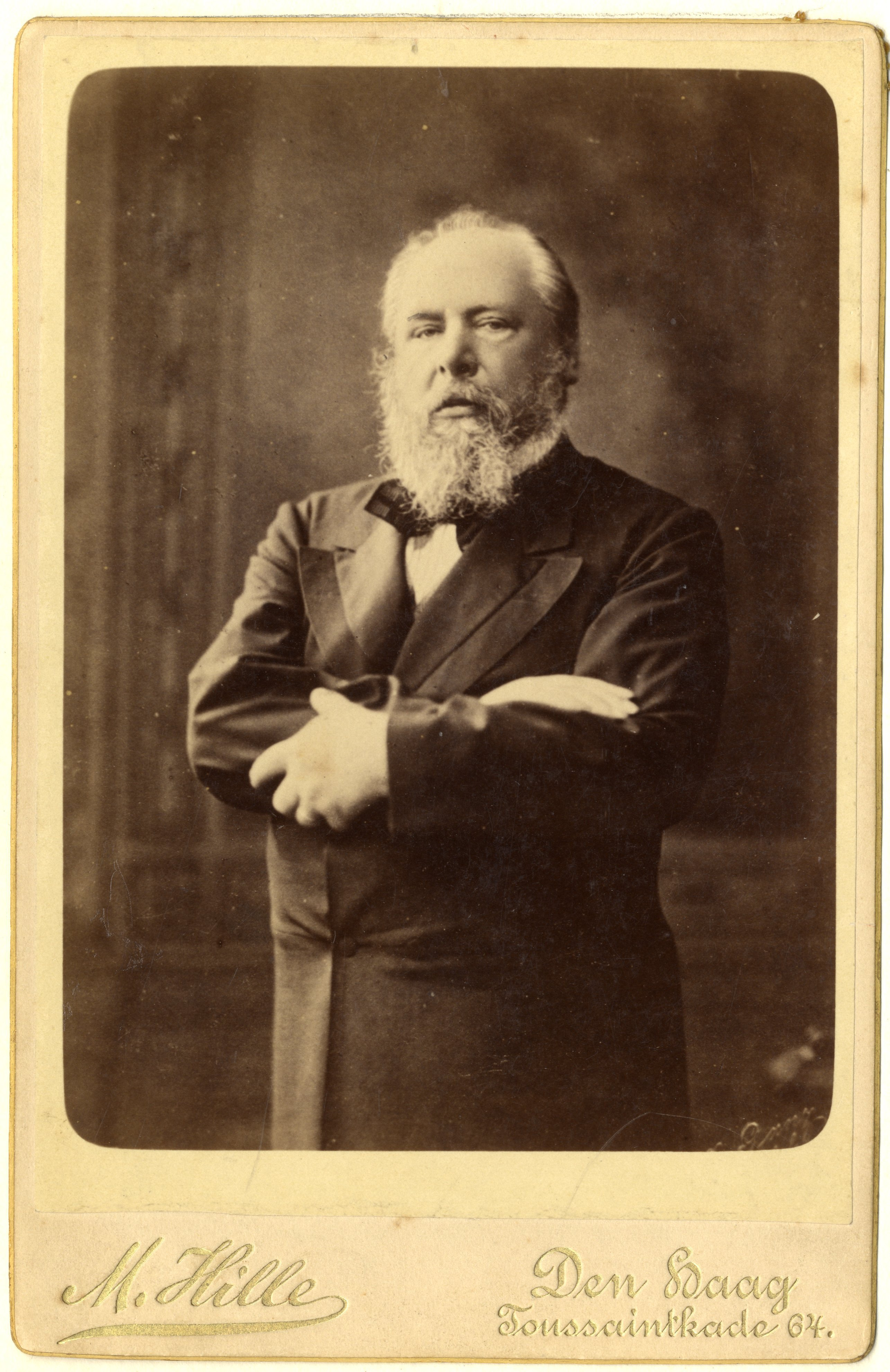
Král Vilém III., carte-de-visite, asi 1887, Haagský městský archiv

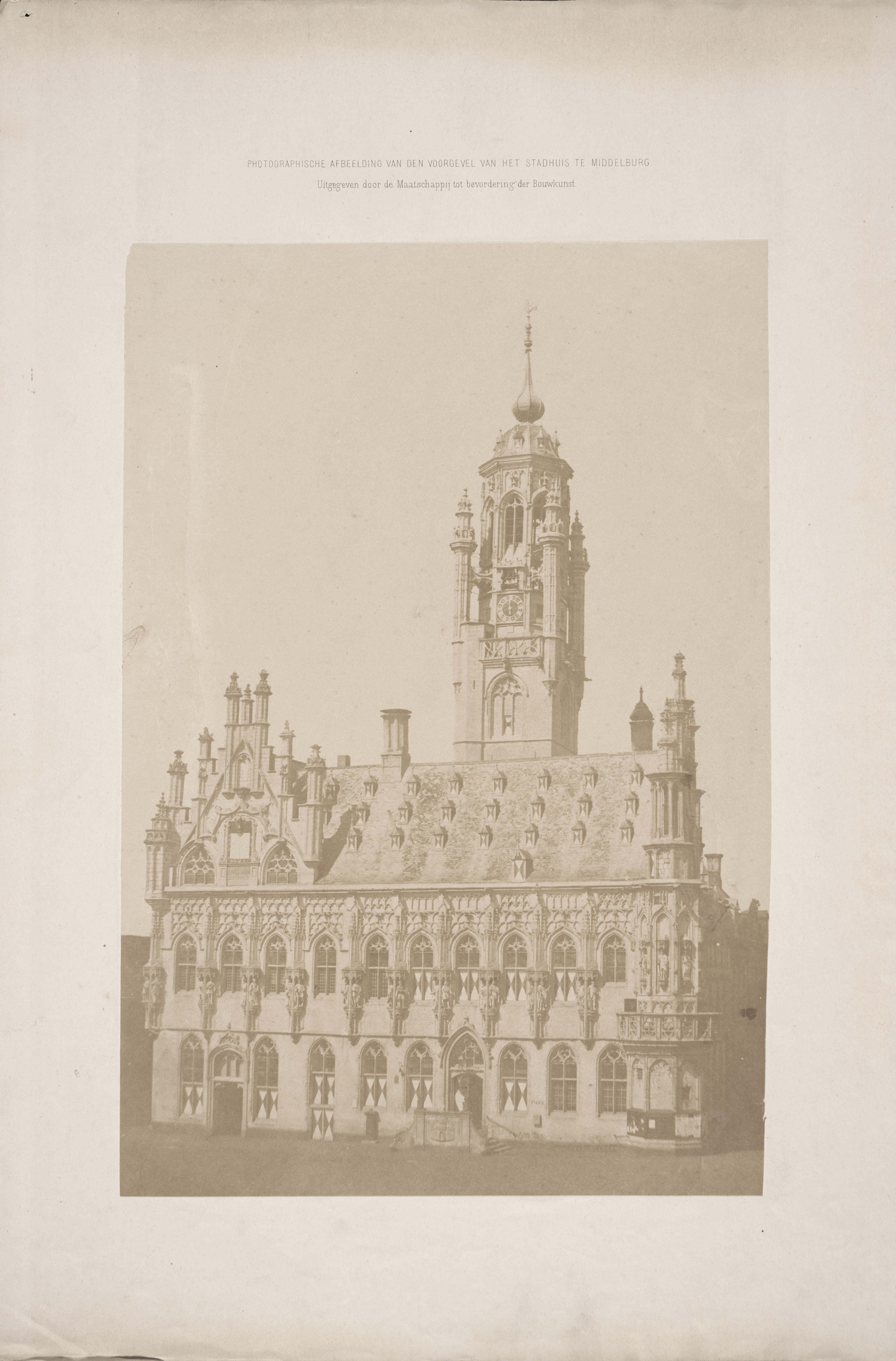
Fotografie radnice v Middelburgu v Zeelandu, publikovaná v knížce „Afbeeldingen van Oude bestaande gebouwen in Nederland“, vyd. Maatschappij tot Bevordering der Bouwkunst, 1859

Maria Elisabeth Hille (Rhauderfehn, 3. července 1827 – Haag, 1893 nebo později) byla nizozemská fotografka aktivní v devatenáctém století, která provozovala portrétní studio a hrála roli v architektonické fotografii a vytváření městských scenérií. Je považována za první nizozemskou profesionální fotografku.
Hille pracovala mimo jiné pro společnost pro podporu architektury Maatschappij tot Bevordering der Bouwkunst. Udělala první architektonickou fotografii, která byla zahrnuta do nizozemského architektonického časopisu. Za město Leiden také sestavila první album s architektonickými fotografiemi. Její největší zdroj příjmů však vycházel z jejího portrétního studia, kde vyráběla hlavně portréty ve formátu carte de visite.

## Život a dílo
Maria Elisabeth (aka Elizabeth) Hille se narodila 3. července 1827 v Rhauderfehnu (nebo Rauder Westerfehn) v Německu. Provdala se za Clause Prutera z Emdenu, který se v roce 1852 usadil v Groningenu jako malíř portrétů a o rok později si otevřel vlastní fotografické studio na Herewegu.
Dne 15. října 1853 se jim narodilo jediné dítě: dcera Catherina Gerardina Margaretha Pruter, jako dcera „daguerrotypisty“ Clause Prutera a Marie Elisabeth Hille, „bez povolání“.
V květnu 1855 rodina odešla do Middelburgu, kde Pruter inzeroval fotografické studio „pro pořizování portrétů, pohledů na venkovské domy a městské scenérie“. Nejprve se usadili na Lange Delft, v září se přestěhovali na Vlasmarkt. Rodina Pruterů odjela do Amsterdamu 28. července 1856, kde se pár usadil na adrese Nieuwendijk 41 jako „Nieuw German Photographisch Etablissement C. & M. Pruter“.

### Haag
V roce 1857 Maria Hille a Claus Pruter odjeli do Haagu. Společnost, ve které původně byla Maria Hille poprvé krátce zmiňována jako partnerka, nyní byla v názvu studia uvedena jako „M. Hille en Comp.“ Studio se nacházelo na adrese Buitenhof K 104, poblíž Gevangenpoortu. Bylo navrženo, že změna názvu souvisí s popularitou Nieuw Groot Cosmoramisch Stereoscopisch Kabinet van H. Hille en Comp. van Hamburg, který navštívil Haag dvakrát v roce 1857.
Hille přestěhovala v roce 1859 firmu na adresu Willemstraat 12. V roce 1862 nastoupil do firmy jako asistent Wilhelm J. Grammann (4. dubna 1844) z německého Amelsdorfu. Nedlouho poté, 27. ledna 1863, zemřel Claus Pruter. Grammann zůstal asistentem až do roku 1868, poté se usadil jako nezávislý fotograf na stejné adrese, Willemstraat č.p. 12. Maria Hille se odstěhovala na adresu Denneweg 68, kde byl také registrován Petrus Bernardus Beukers – „komik“. Na této adrese sídlilo až do roku 1881 také studio Marie Hille. Reklama uvádí, že se odstěhovala do Dennewegu z důvodu „rozšíření studia“. Chtěla se věnovat produkci portrétů a fotografiím městských scenérií všech žánrů a velikostí“.
Kolem roku 1877 Grammann odešel s neznámým cílem. Během 70. let sídilila společnost „J.C.J. Beukers, firma M. Hille“ na adrese Willemstraat 12. Johannes Carel Jacobus Beukers (* 20. května 1856) byl synem P. B. Beukerse a Anny Cathariny Bechtové.

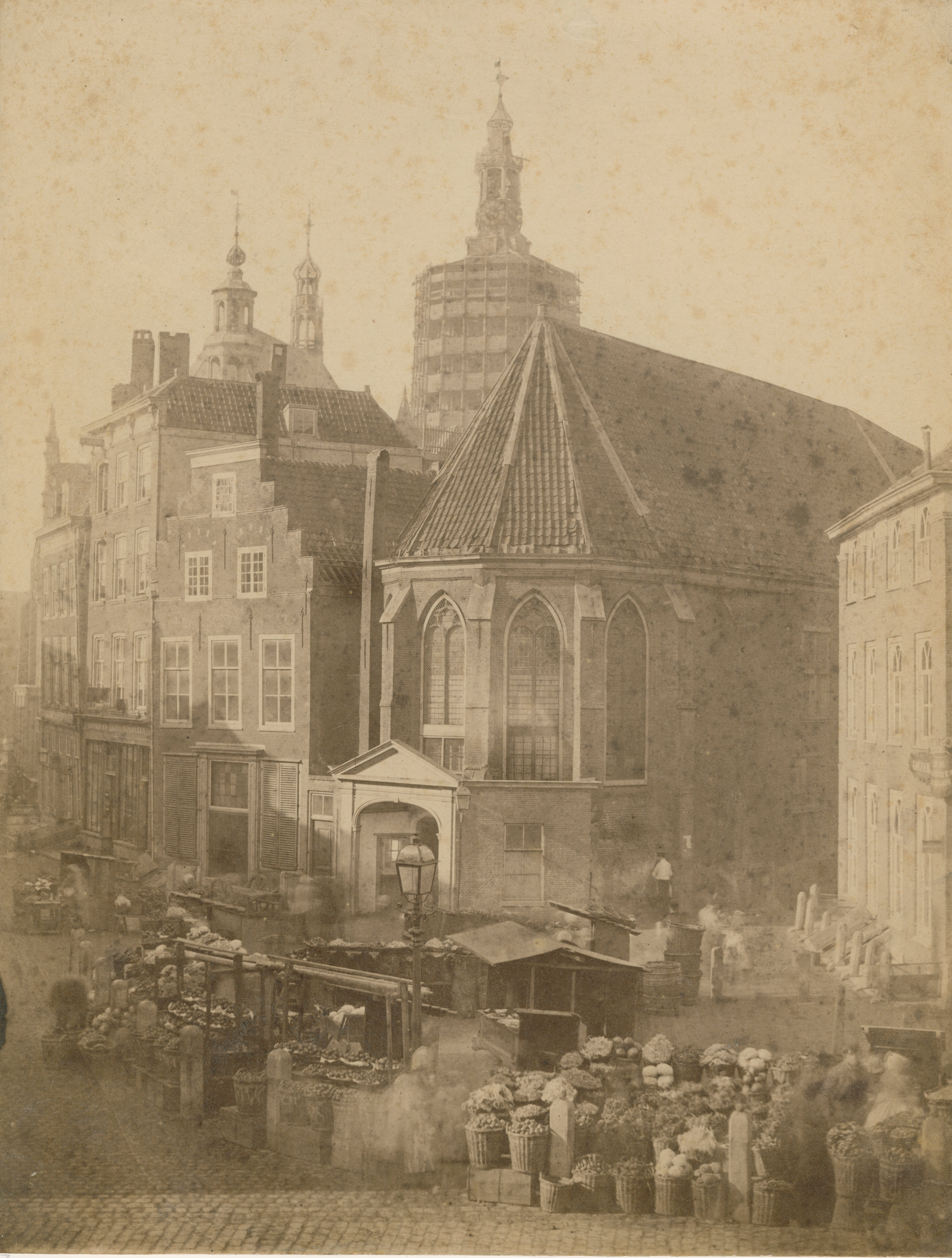
Trh v Haagu, asi 1860, Městský archiv v Haagu

Od té chvíle se Maria Hille vždy stěhovala na různé adresy společně s P. B. Beukersem. Místa, kde zakládala svůj ateliér je patrné z tištěné přední a zadní strany carte-de-visites, které vyráběla. Její poslední známá adresa byla v roce 1893 v ulici Piet Hein. Dne 20. února 1893 fotograf J.C.J. Beukers zemřel ve věku 36 let v Haagu. Zda Maria Hille také v roce 1893 zemřela nebo z Haagu odešla, není dosud známo.

## Fotografické dědictví
Jako portrétní fotografka zanechala Hille dílo srovnatelné s jinými portrétními ateliéry své doby: produkovala carte de visite v obvyklé formě. Tyto portréty lze nalézt ve sbírkách Haagského městského archivu a Rijksbureau Kunsthistorische Documentatie.
Je však zvláštní, že byla aktivní také jako fotografka architektury. V té době existoval určitý společenský odpor vůči praktikování fotografie ze strany žen, částečně kvůli „práci mimo dům a na veřejné ulicii“. Hille produkovala na objednávku známé album architektonických fotografií v Nizozemsku. Album bylo zadáno městem Leiden a představeno městskou radou Z.K.H. prince Oranžského, 30. července 1858, u příležitosti jeho promoce na univerzitě v Leidenu. Album obsahuje osm snímků městských scenérií a významných budov, jako je radnice, vážní dům Waag, akademie nebo Hooglandse Kerk. Je známo, že celé album stálo 825,50 NLG. Hille bylo za zhotovení fotografií vyplaceno 80,- NLG, stříbrníkovi a kaligrafovi 710,50 NLG a 25,- NLG.
Hille také produkovala několik alb s výhledem na město v Haagu. A dokázala získat objednávku od Maatschappij tot Bevordering der Bouwkunst na periodikum Afbeeldingen van Oude bestaande gebouwen in Nederland (Obrazy starých existujících budov v Nizozemsku). Její fotografie radnice v Middelburgu se objevila v roce 1859 pomocí vkládaných albuminových tisků. Zdá se, že Hille vytvořila většinu svých architektonických záznamů v období 1858–1861.
V roce 1886 Hille poděkovala H.M. de Koningovi za zaslání fotografie hořícího Kurhausu ve Scheveningenu. Kromě dalších fotografií firmy Hille mají haagské městské archivy ve sbírce také tisky těchto snímků vypáleného Kurhausu.
Nederlands Fotomuseum v Rotterdamu má ve své sbírce tisk fotografie radnice v Middelburgu od Marie Hille.

## Galerie

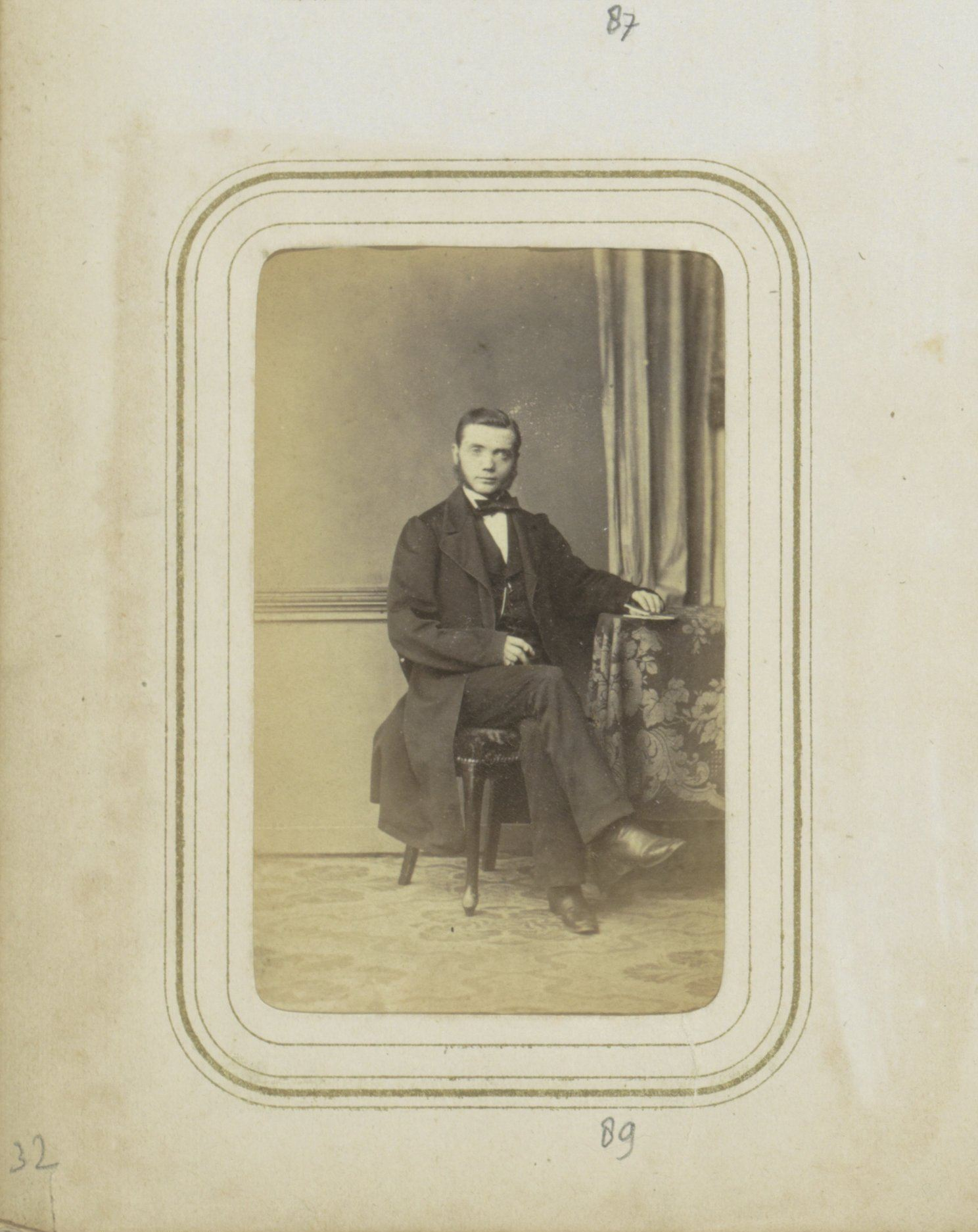
Portret van een man in een lange jas met bakkebaarden
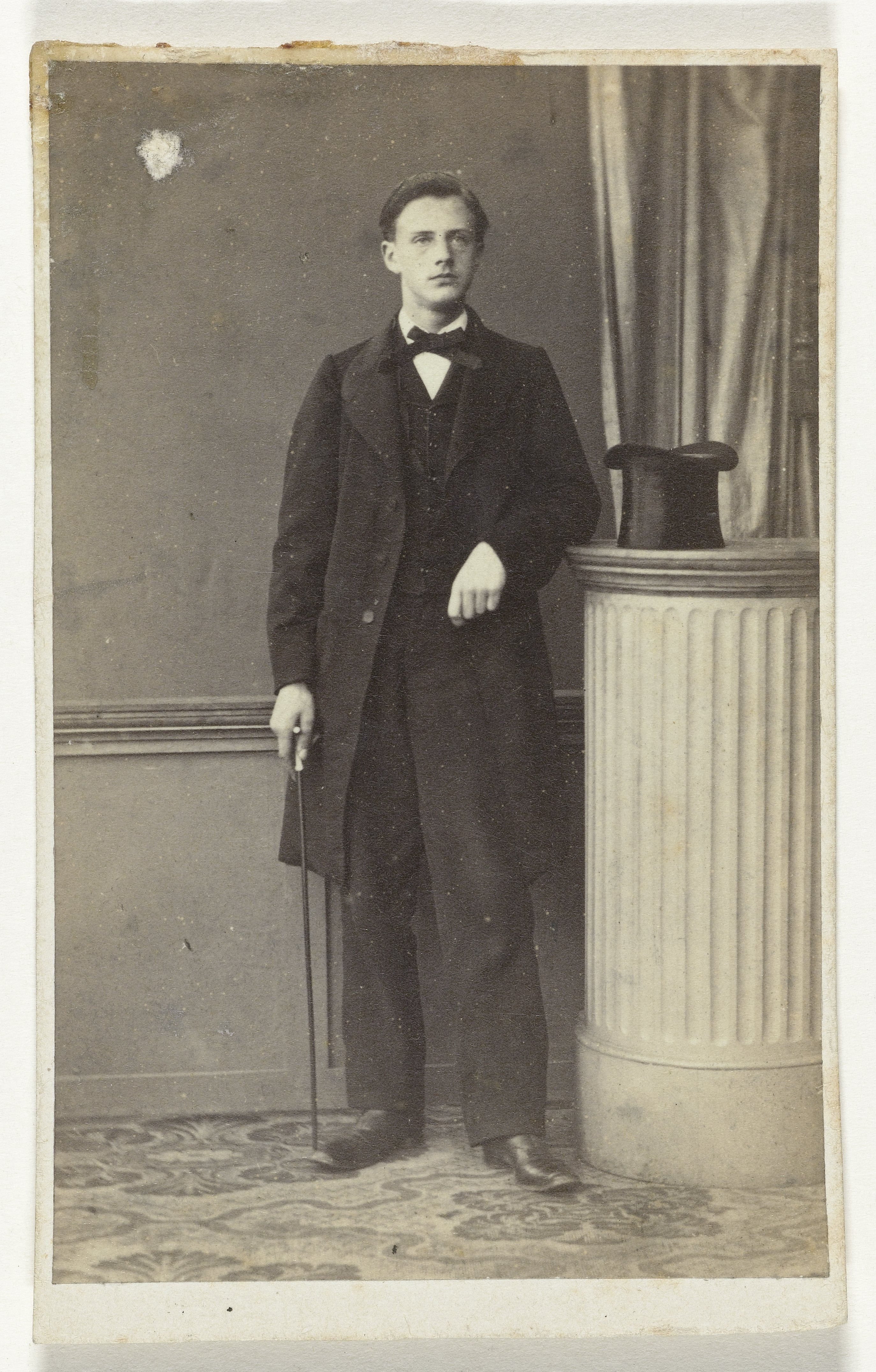
Portret van een man
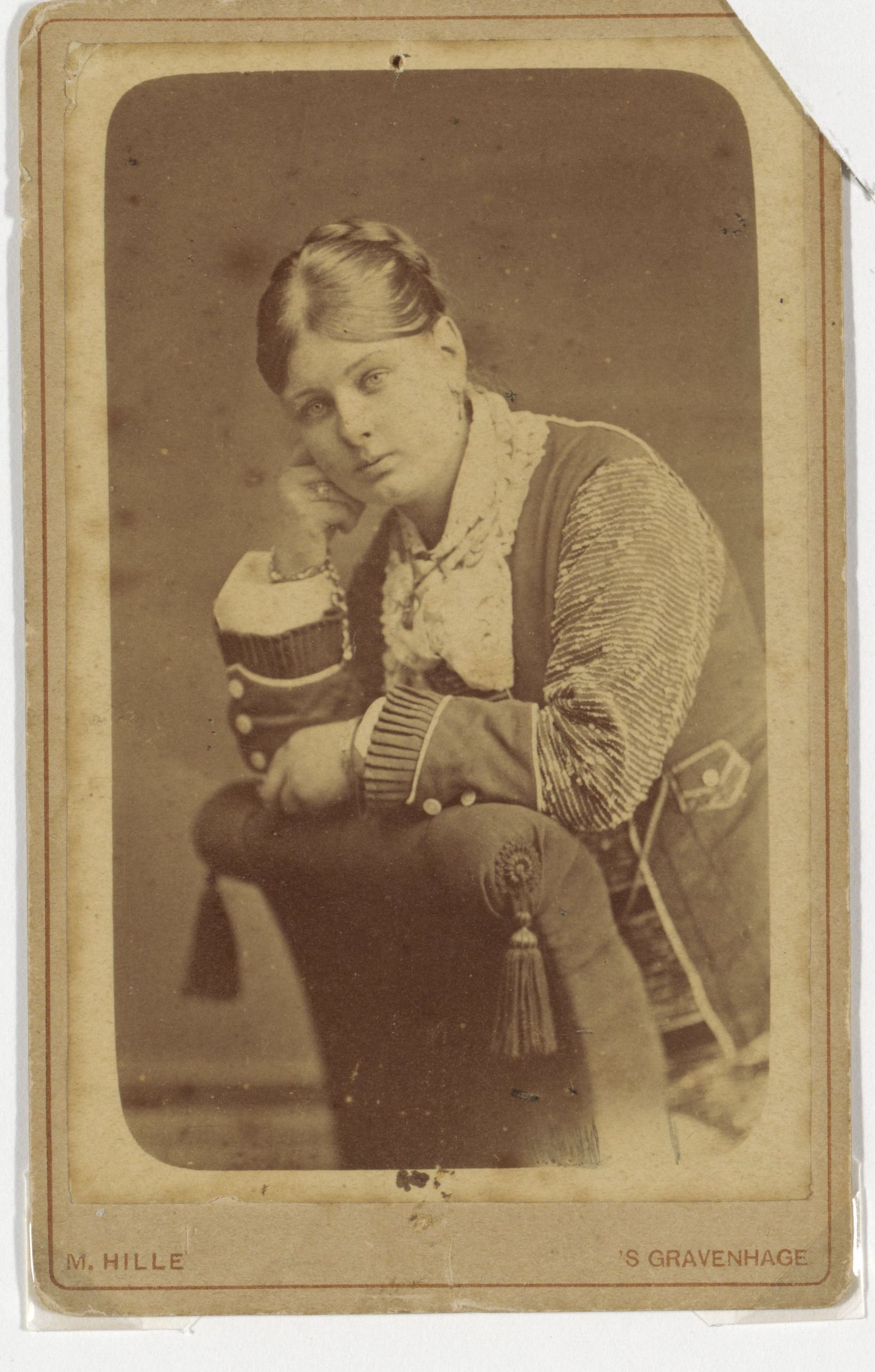
Portret van een vrouw, leunend op een fauteuil
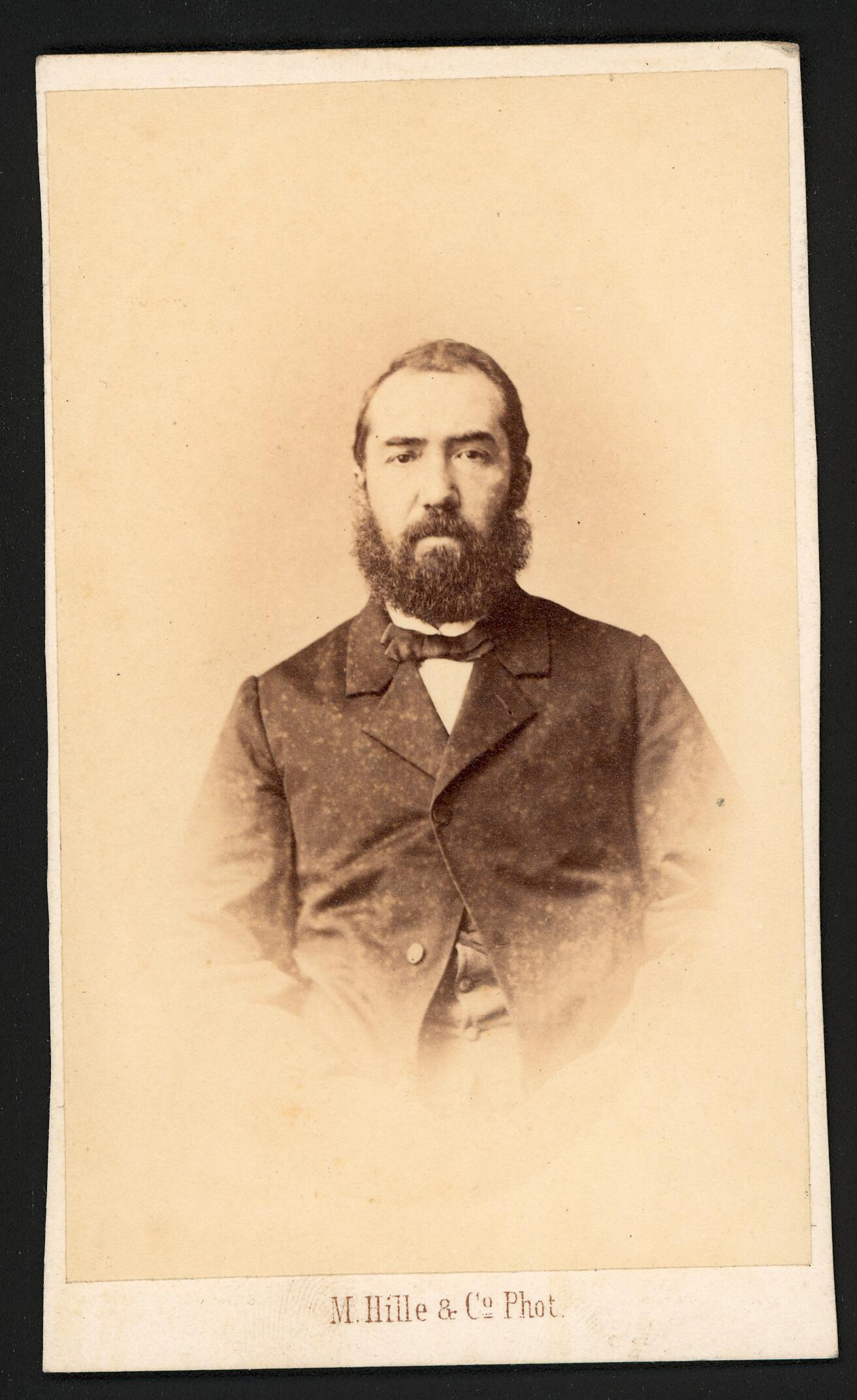
Portret van Henri Alexandre Elias (1829–1903)
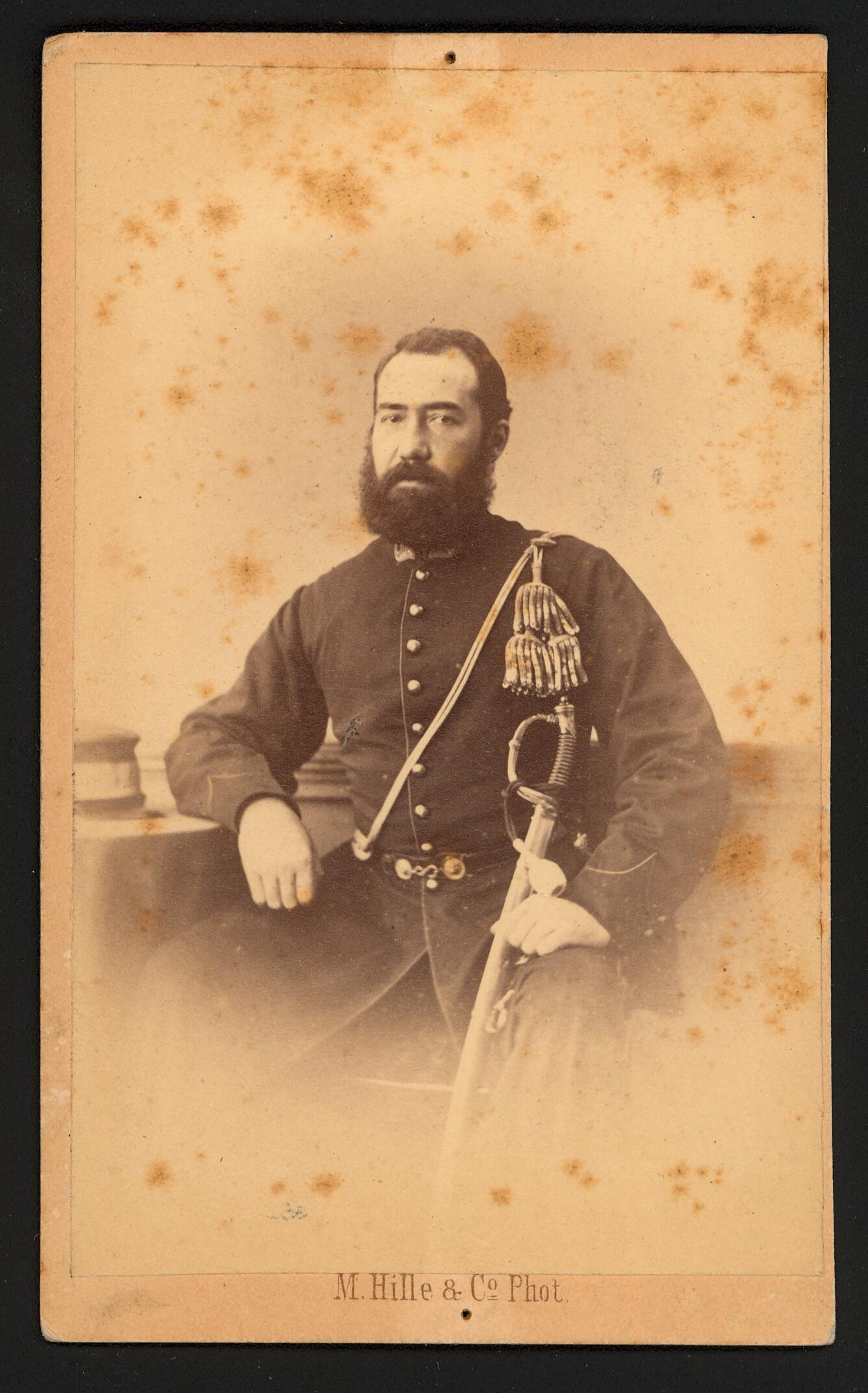
Portret van Henri Alexandre Elias (1829–1903)
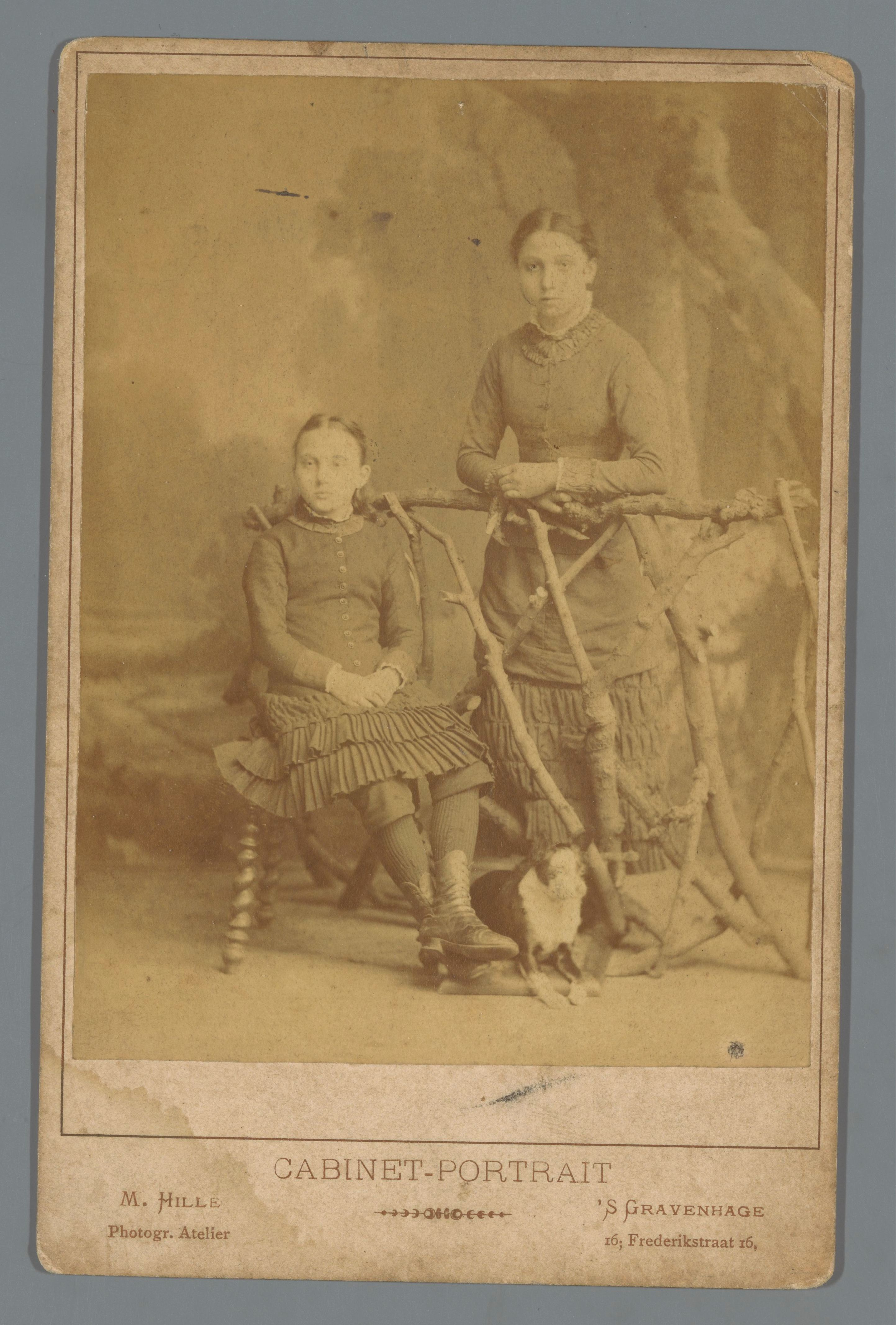
Portret van twee onbekende meisjes en een hond